# BoA
BoA (Bürgerlicher Name: Kwon Bo-ah; * 5. November 1986 in Guri, Südkorea) ist eine südkoreanische Pop-Sängerin der ersten K-Pop-Generation.

## Leben und Wirken
Im Alter von elf Jahren wurde sie bei einer Casting-Show entdeckt und systematisch zum J-Pop- und K-Pop-Star aufgebaut. Sie bekam parallel zum Schulbesuch Tanz- und Musikunterricht sowie Unterricht in Englisch und Japanisch. Ihre Schulferien verbrachte sie zu diesem Zweck in Japan, wo sie nur Japanisch sprechen durfte. Tanzunterricht bekam sie bei einem der besten japanischen Tänzer, Sakuma, und die Choreografie für ihr Debüt-Album wurde von Kazeu, einem japanischen Hip-Hop-Star, entworfen, der eigens zu diesem Zweck nach Südkorea kam. Im Jahre 2000 begann sie ihre Musikkarriere mit ihrem Debütalbum 'ID; Peace B' in Südkorea, ein Jahr später mit der Single 'Listen to My Heart' in Japan. Bis heute hat sie 24 Alben (darunter 12 Studioalben) und diverse Singles veröffentlicht und mehr als 10 Mio. CDs verkauft.
Sie hat bisher diverse Singles und Alben sowohl auf Koreanisch als auch auf Japanisch veröffentlicht und tritt regelmäßig in TV-Shows in beiden Ländern auf. In den ersten beiden Staffeln der Castingshow K-pop Star saß sie in der Jury.

## Diskografie
Studioalben

| Jahr                       | Titel                           | Höchstplatzierung, Gesamtwochen/‑monate, AuszeichnungChartplatzierungen (Jahr, Titel, Platzierungen, Wochen/Monate, Auszeichnungen, Anmerkungen) | Höchstplatzierung, Gesamtwochen/‑monate, AuszeichnungChartplatzierungen (Jahr, Titel, Platzierungen, Wochen/Monate, Auszeichnungen, Anmerkungen) | Höchstplatzierung, Gesamtwochen/‑monate, AuszeichnungChartplatzierungen (Jahr, Titel, Platzierungen, Wochen/Monate, Auszeichnungen, Anmerkungen) | Anmerkungen                                                 |
| Jahr                       | Titel                           | KR | JP | US | Anmerkungen                                                 |
| -------------------------- | ------------------------------- | --- | --- | --- | ----------------------------------------------------------- |
| Südkoreanische Studioalben |                                 | | | |                                                             |
|                            |                                 | | | |                                                             |
| 2000                       | ID; Peace B                     | KR16 (1 Mt.)KR | JP30 (3 Wo.)JP | — | Erstveröffentlichung: 25. August 2000                       |
| 2002                       | No. 1                           | KR1 (6 Mt.)KR | JP21 (2 Wo.)JP | — | Erstveröffentlichung: 14. April 2002                        |
| 2003                       | Atlantis Princess               | KR1 (4 Mt.)KR | — | — | Erstveröffentlichung: 30. Mai 2003                          |
| 2004                       | My Name                         | KR1 (8 Mt.)KR | JP151 (2 Wo.)JP | — | Erstveröffentlichung: 15. Juni 2004                         |
| 2005                       | Girls on Top                    | KR3 (3 Mt.)KR | JP153 (2 Wo.)JP | — | Erstveröffentlichung: 23. Juni 2005                         |
| 2010                       | Hurricane Venus                 | KR1 (10 Wo.)KR | JP178 (1 Wo.)JP | — | Erstveröffentlichung: 5. August 2010                        |
| 2012                       | Only One                        | KR2 (16 Wo.)KR | JP63 (2 Wo.)JP | — | Erstveröffentlichung: 25. Juli 2012                         |
| 2015                       | Kiss My Lips                    | KR5 (4 Wo.)KR | JP147 (1 Wo.)JP | — | Erstveröffentlichung: 12. Mai 2015                          |
| 2018                       | Woman                           | KR6 (4 Wo.)KR | — | — | Erstveröffentlichung: 24. Oktober 2018                      |
| 2020                       | Better                          | KR9 (4 Wo.)KR | — | — | Erstveröffentlichung: 1. Dezember 2020                      |
| Japanische Studioalben     |                                 | | | |                                                             |
|                            |                                 | | | |                                                             |
| 2002                       | Listen to My Heart              | — | JP1 Diamant · (91 Wo.)JP | — | Erstveröffentlichung: 13. März 2002 Verkäufe: + 1.000.000   |
| 2003                       | Valenti                         | — | JP1 ×3Dreifachplatin · (59 Wo.)JP | — | Erstveröffentlichung: 29. Januar 2003 Verkäufe: + 1.200.000 |
| 2004                       | Love & Honesty                  | — | JP1 ×3Dreifachplatin · (36 Wo.)JP | — | Erstveröffentlichung: 15. Januar 2004 Verkäufe: + 750.000   |
| 2006                       | Outgrow                         | — | JP1 ×2Doppelplatin · (24 Wo.)JP | — | Erstveröffentlichung: 15. Februar 2006 Verkäufe: + 500.000  |
| 2007                       | Made in Twenty (20)             | — | JP1 Platin · (18 Wo.)JP | — | Erstveröffentlichung: 11. Januar 2007 Verkäufe: + 250.000   |
| 2008                       | The Face                        | — | JP1 Platin · (16 Wo.)JP | — | Erstveröffentlichung: 27. Februar 2008 Verkäufe: + 250.000  |
| 2010                       | Identity                        | KR6 (3 Wo.)KR | JP4 (10 Wo.)JP | — | Erstveröffentlichung: 10. Februar 2010                      |
| 2014                       | Who’s Back?                     | KR19 (1 Wo.)KR | JP7 (7 Wo.)JP | — | Erstveröffentlichung: 3. September 2014                     |
| 2018                       | Watashi Kono Mama de Ii no Kana | — | JP13 (5 Wo.)JP | — | Erstveröffentlichung: 14. Februar 2018                      |
| Englische Studioalben      |                                 | | | |                                                             |
|                            |                                 | | | |                                                             |
| 2009                       | BoA                             | — | JP2 (14 Wo.)JP | US127 (1 Wo.)US | Erstveröffentlichung: 17. März 2009                         |

grau schraffiert: keine Chartdaten aus diesem Jahr verfügbar

## Filmografie
- 2013: Born to Dance – Zwei Herzen. Ein Beat

Regisseur: Duane Adler; Schauspieler: Will Yun Lee, Derek Hough, BoA, Wesley Jonathan